# Ретра (право)
Ре́тра (др.-греч. ρήτρα) — словесное соглашение, сделка, закон в Древней Греции. 

## Этимология
Буквально ретра переводится как «речь, изречение, слово». В словаре Фотия I, а также у Плутарха ретра обозначает ставшее законом изречение божества (дельфийского оракула). 
В «Одиссее» Гомера оно понималось как сделка, уговор, соглашение между двумя людьми. Вероятно, по этой причине немецкий индолог Ханнс-Петер Шмидт считал, что слово «ретра» родственно индийскому понятию «врата́» (обет) и русскому «рота́» (присяга). Данное мнение разделяет и словарь М. Фасмера.
У поэта VII века до н. э. Тиртея ретра понимается уже как постановление народного собрания, в том же значении слово «ретра» употреблялось по отношению к закону Эпитадея и земельному закону Агиса IV. По мнению немецкого историка Эдуарда Мейера, в III веке до н. э. ретра означала в Спарте закон, законопроект.

## Распространение
Получил известность основной закон, принятый Ликургом Спартанским, который назывался Большой Ретрой. Позднее под словом «ретра» подразумевались указы спартанских царей (Малая ретра). Также, по сообщению «Энциклопедического словаря Брокгауза и Ефрона», термин использовался в государственном праве эолийских племён. Наконец, данное слово встречается и среди ионийцев: сохранилась надпись VI века до н. э. с острова Хиос, где говорится о «ретрах народа».